# Hogna zuluana
Hogna zuluana är en spindelart som beskrevs av Roewer 1959. Hogna zuluana ingår i släktet Hogna och familjen vargspindlar. Inga underarter finns listade i Catalogue of Life.